# Kingston Bridge
Le Kingston Bridge est un pont routier à Kingston upon Thames dans le sud-ouest de Londres, sur la Tamise. Il rejoint le centre-ville de Kingston dans le Royal Borough de Kingston upon Thames, à Hampton Court Park, Bushy Park et au village de Hampton Wick dans le Borough de Richmond. En 2005, il transportait environ 50 000 véhicules par jour avec jusqu'à 2 000 véhicules par heure dans chaque direction pendant les heures de pointe. 
Le pont de Kingston est situé au-dessus de l'écluse de Teddington et à proximité et en aval de l'embouchure de la Hogsmill river, un petit affluent de la Tamise. Le Thames Path traverse la rivière ici et le pont est le point d'arrivée du sentier de longue distance Thames Down Link depuis la station Box Hill . 

## Histoire
Jusqu'à l'ouverture de Putney Bridge en 1729, Kingston Bridge était la seule traversée de la rivière entre le London Bridge et le Staines Bridge. 
Selon l'antiquaire du 16e siècle John Leland, le pont existait pendant les siècles de l'Angleterre anglo-saxonne (c'est-à-dire après la Grande-Bretagne romaine et avant 1066)  . Cependant, il est également affirmé que le premier pont de Kingston a été construit dans les années 1190 . 

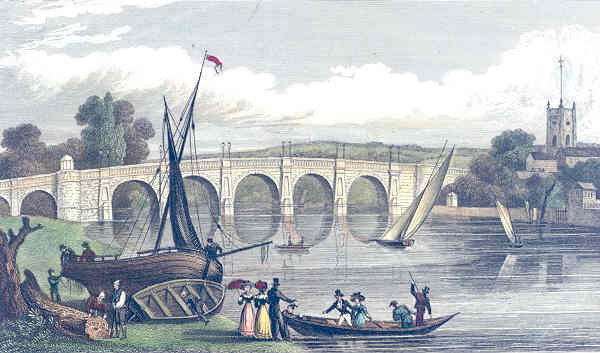
Une vue du pont de Kingston publiée en 1831. Depuis, il a été élargi à deux reprises.

L'état du vieux pont devint un problème croissant au début du XIXè siècle. En 1825, la Kingston Corporation avisa le comité de navigation de la City of London Corporation de son intention de construire un nouveau pont. Une loi du Parlement a été adoptée la même année pour autoriser la construction. La société prévoyait d'ériger un pont en fonte et un concours d'architecture a été organisé avec un prix de 100 guinées. Le gagnant était John Burges Watson, avec un dessin de pont de trois arches égales. Cependant, les inquiétudes concernant l'augmentation du coût du fer ont conduit à l'abandon du projet, et il a été décidé à la place de construire un pont en pierre de style classique sur un dessin d'Edward Lapidge, l'arpenteur du comté. La première pierre a été posée par le comte de Liverpool lors d'une cérémonie le 7 novembre 1825  et le pont a été ouvert par la duchesse de Clarence (la future reine Adélaïde) le 17 juillet 1828 . 
Après une longue campagne qui prit fin en 1869, le pont devint exempt de péages le 12 mars 1870  et des célébrations comprenant un feu d'artifice furent suivies quelques jours plus tard avec l'incendie des barrières de péage sur Hampton Green. L'étroitesse de la route est devenue un problème et, en 1911, la firme d'ingénierie Mott & Hay a été engagée pour élargir le pont du côté aval. Les travaux ont été entrepris entre 1912 et 1914, la chaussée passant de 25 pieds à 55 pieds. Une nouvelle façade en pierre de Portland a été conçue pour reproduire les caractéristiques de l'original. Le pont a été rouvert en octobre 1914 . Il a été élargi à nouveau en 2000 pour inclure deux voies cyclables, des trottoirs plus grands et une voie réservée aux autobus, passant de 55 pieds à 79 pieds. 
Le pont a été protégé en tant que structure classée Grade II * en 1951. 

## Voir également
- Traversées de la Tamise
- Liste des ponts à Londres

## Sources
- Kingston New Bridge, dans The Mirror of Literature, Amusement, and Instruction Volume XII., No 324, 26 juillet 1828
- Kingston Bridge sur Structurae.